# Temple Kaiyuan (Quanzhou)
Le temple Kaiyuan (chinois simplifié : 开元寺 ; chinois traditionnel : 開元寺 ; pinyin : kāiyuán sì) à Quanzhou, dans la province du Fujian, en République populaire de Chine.
Il est classé depuis 1982 sur la liste des sites historiques et culturels majeurs protégés au niveau national, et depuis 1943, comme Temple bouddhiste d'importance nationale en région Han.